# ماستركارد
شركة ماستركارد (منمقة باسم MasterCard من 1979 إلى 2016 ، Mastercard من 2016 إلى 2019)، هي شركة أمريكية خاصة بنظام الدفع عن طريق بطاقة الائتمان وثاني أكبر شركة لمعالجة المدفوعات في جميع أنحاء العالم. يقع مقرها في نيويورك، تم تداول ماستركارد علنًا منذ عام 2006.
يتمثل نشاطها الرئيسي في جميع أنحاء العالم في معالجة المدفوعات بين بنوك التجار والمصارف المصدرة للبطاقات أو الاتحادات الائتمانية للمشترين الذين يستخدمون بطاقات الخصم والائتمان والبطاقات المدفوعة مسبقًا التي تحمل علامة ماستركارد لإجراء عمليات الشراء. كما تمنح ماستركارد الدولية تراخيص للبنوك في كل أنحاء العالم لإصدار بطاقات لهم.
يقع مقر عمليات الشركة العالمية في أوفالون، ميسوري، الولايات المتحدة، إحدى بلدية مقاطعة سانت تشارلز بولاية ميسوري. ماستركارد العالمية هي شركة مساهمة عامة منذ عام 2006. قبل طرحها العام الأولي، كانت ماستر كارد ورلدوايد عبارة عن تعاونية مملوكة لأكثر من 25000 مؤسسة مالية تصدر بطاقاتها ذات العلامات التجارية.
تم إنشاء ماستر كارد، المعروفة أصلاً باسم "Interbank" من عام 1966 إلى عام 1969 و "Master Charge" من عام 1969 إلى 1979،  بواسطة تحالف من عدة جمعيات بطاقات مصرفية إقليمية لمنافسة شركة فيزا المحدودة وبطاقتها فيزا الصادرة عن بنك أمريكا، والذي أصبحت فيما بعد بطاقة ائتمان فيزا.

## لمحة تاريخية
هي شركة أمريكية متعددة الجنسيات مقرها في بورشس بولاية نيويورك، ونشاطها هو إجراء عمليات الشراء بين البنك المصدر للبطاقة والمشتري والبائع بالبطاقة الذكية على نطاق عالمي.
في عام 1966، شكلت مجموعة من المصارف في ولاية كاليفورنيا الأمريكية رابطة لتداول البطاقات بين المصارف (ICA). مع مساعدة من بنك نيويورك البحرية ميدلاند (يسمى الآن بنك HSBC في الولايات الأمريكية)، ولقد انضمت هذه المصارف مع ICA لخلق «المسؤول الرئيسي عن تداول البطاقات بين البنوك». وقد أعطيت وصدرت هذه البطاقات كدفعة كبيرة في السوق عام 1969، عندما انضم مصرف المدينة الوطني الأول، ودمج الملكية لكل بطاقة مع المسؤول الرئيسي.
وفي عام 1968، بدأت الرابطة الأوروبية للبطاقات (اليوروكارد) تحالفا استراتيجيا يسمح بالوصول إلى السوق الأوروبية المشتركة بشكل فعال، ولكي تقبل تداول اليوروكارد على شبكة ica. وانضم نظام بطاقات الدخول من المملكة المتحدة إلى تحالف البطاقات الأوروبية/الايكا في عام 1972.
وفي عام 1979، سمي «المسؤول الرئيسي لتداول البطاقات بين البنوك» باسم «ماستر كارد».
وفي عام 2002، اندمجت ماستر كارد الدولية مع europay الدولية، وهي رابطة أخرى من الجهات المصدرة لبطاقات الائتمان، والتي أصبحت europay جزءا منها في عام 1992.
وفي منتصف عام 2006، غيرت ماستركارد الدولية اسمها إلى ماستركارد العالمية. من أجل اقتراح نطاق أكثر عالمية للعمليات المالية. ثم قدمت الشركة شعارها الجديد باضافة دائرة ثالثة للإثنين التي كانت قد استخدمت في الشعار السابق (شعار البطاقة المالوف، يشبه الرسم البياني، ولقد بقيت دون تغيير)، وقدم الشعار الشركات الجديدة في نفس الوقت.
في أغسطس 2010، وسّعت شركة ماستركارد عروض التجارة الإلكترونية الخاصة بها مع الاستحواذ على شركة datacash، وهي شركة لمعالجة المدفوعات والاحتيال (إدارة المخاطر في المملكة المتحدة البريطانية).

## المميزات
يوجد نوعين من بطاقات ماستر كارد:
1- Credit Card وهي بطاقة يحدد حدها الائتماني البنك المصدر للبطاقة ويقرض العميل مبلغ يحدده البنك مسبقاً على أن يسدده العميل بعد مدة معينة.
2- Debit card وهي بطاقة مسبقة الدفع يضيف فيها العميل المبلغ المراد استخدامه للشراء، ولا يوجد فيها مبلغ ائتماني مضاف من البنك المصدر للبطاقة.

## تاريخ
على الرغم من أن ظهور BankAmericard لأول مرة في عام 1958 كان كارثة سيئة السمعة، إلا أنه بدأ في جني الأرباح بحلول مايو 1961. تعمد بنك أوف أمريكا إبقاء هذه المعلومات سرية وسمح للانطباعات السلبية التي كانت منتشرة على نطاق واسع بالبقاء من أجل درء المنافسة. كانت هذه الاستراتيجية ناجحة حتى عام 1966، عندما أصبحت ربحية BankAmericard أكبر من أن تخفيها. من عام 1960 إلى عام 1966، تم تقديم 10 بطاقات ائتمان جديدة فقط في الولايات المتحدة، ولكن من عام 1966 إلى عام 1968، تم تقديم ما يقرب من 440 بطاقة ائتمان من قبل البنوك الكبيرة والصغيرة في جميع أنحاء البلاد. انضم هؤلاء الوافدون الجدد على الفور إلى جمعيات بطاقات مصرفية إقليمية.
كان أحد أسباب اختيار معظم البنوك توحيد قواها هو أنه في ذلك الوقت، حظرت 15 ولاية الخدمات المصرفية عبر الفروع وكانت تتطلب وحدة مصرفية. بنك الوحدة هو الذي يمكن أن يعمل بشكل قانوني فقط في موقع واحد، وبالتالي يضطر إلى البقاء صغيرًا. من خلال الانضمام إلى اتحاد بطاقات مصرفية إقليمية، يمكن لبنك الوحدة أن يضيف بسرعة بطاقة ائتمان إلى مجموعة المنتجات المالية الخاصة به، ويحقق وفورات الحجم من خلال الاستعانة بمصادر خارجية لمهام المكتب الخلفي الشاقة مثل خدمة البطاقات للجمعية. كما مكنت هذه الجمعيات بنوك الوحدات من تجميع قواعد عملائها وشبكاتها التجارية من أجل جعل بطاقة الائتمان مفيدة لكل من العملاء والتجار؛ فشلت بطاقات الائتمان المبكرة لأنه كان من الممكن استخدامها فقط ضمن دائرة نصف قطرها صغيرة حول البنوك المصدرة لها.
في عام 1966، انضمت العديد من جمعيات البطاقات المصرفية الإقليمية معًا لتشكيل اتحاد البطاقات المصرفية (ICA). بين البنوك العلامات التجارية في عام 1966 تألفت في البداية فقط من أحرف صغيرة غير مزعجة صغير انا داخل دائرة في الزاوية السفلى اليمنى من واجهة كل بطاقة بين المصارف. كان باقي تصميم البطاقة من اختصاص كل بنك مُصدر. أثبت هذا الشعار الصغير أنه غير مرضٍ تمامًا لخلق وعي بالعلامة التجارية على الصعيد الوطني من أجل التنافس ضد القائد الراسخ، BankAmericard. في عام 1969، طور Interbank علامة تجارية وطنية جديدة، "Master Charge: The Interbank Card" من خلال الجمع بين دائرتين متداخلتين باللونين الأصفر والبرتقالي لجمعية Western States Bankcard مع اسم "Master Charge" الذي صاغه First National Bank of Louisville، كنتاكي.
في نفس العام، انضم بنك First National City Bank إلى Interbank وقام بدمج بطاقة Everything الخاصة به مع Master Charge.
في عام 1968، بدأت ICA و Eurocard تحالفًا استراتيجيًا، والذي سمح بشكل فعال لـ ICA بالوصول إلى السوق الأوروبية، وقبول Eurocard على شبكة ICA. انضم نظام بطاقة الوصول من المملكة المتحدة إلى تحالف ICA / Eurocard في عام 1972.
في عام 1979، تمت إعادة تسمية "Master Charge: The Interbank Card" باسم ماستر كارد. في عام 1997، استحوذت ماستركارد على بطاقة الوصول؛ تم بعد ذلك تقاعد العلامة التجارية Access.
في عام 1983، أصبحت شركة ماستر كارد International Inc. أول بنك يستخدم الصور المجسمة كجزء من أمان بطاقته.
في عام 2002، اندمجت ماستر كارد International مع Europay International، وهي جمعية أخرى كبيرة لإصدار بطاقات الائتمان، والتي أصبحت Eurocard جزءًا منها في عام 1992.
في منتصف عام 2006، غيرت ماستر كارد International اسمها إلى ماستر كارد ورلدوايد. كان هذا يشير إلى نطاق عالمي أكبر. بالإضافة إلى ذلك، قدمت الشركة شعارًا جديدًا للشركة مضيفًا دائرة ثالثة إلى الدائرتين اللتين تم استخدامهما في الماضي (ظل شعار البطاقة المألوف، الذي يشبه مخطط Venn، دون تغيير). تم تقديم شعار الشركة الجديد في نفس الوقت: «قلب التجارة».
في أغسطس 2010، وسعت ماستر كارد عروض التجارة الإلكترونية الخاصة بها من خلال الاستحواذ على DataCash، وهي شركة متخصصة في معالجة المدفوعات وإدارة الاحتيال / إدارة المخاطر ومقرها المملكة المتحدة.
في مارس 2012، أعلنت ماستركارد عن توسيع برنامجها للمدفوعات اللاتلامسية للهاتف المحمول، بما في ذلك الأسواق في جميع أنحاء الشرق الأوسط.
في ربيع 2014، استحوذت ماستر كارد على شركة مدير برنامج المكافآت الرائدة في أستراليا Pinpoint مقابل مبلغ لم يكشف عنه.
تعاونت ماستر كارد مع Apple في سبتمبر 2014، لدمج ميزة محفظة الهاتف المحمول الجديدة في طرازات iPhone الجديدة من Apple، مما يتيح للمستخدمين استخدام بطاقات ماستر كارد الخاصة بهم وبطاقات الائتمان الأخرى بسهولة أكبر.
في يوليو 2016، قدمت ماستر كارد تغيير علامتها التجارية الجديدة، إلى جانب شعار الشركة الجديد. بالإضافة إلى ذلك، قاموا بتغيير اسم خدمتهم من «ماستر كارد» إلى «ماستر كارد».
في أغسطس 2017، استحوذت ماستر كارد على Brighterion، شركة Delaware Corporation ومقرها في سان فرانسيسكو، كاليفورنيا والتي توفر مجموعة من تقنيات الذكاء الاصطناعي والتعلم الآلي. يحمل Brighterion العديد من براءات الاختراع.
في يناير 2019، أزالت ماستر كارد اسمها من شعارها، باستخدام الأقراص فقط.

### الاكتتاب
كان للشركة، التي تم تنظيمها كتعاونية للبنوك، طرحًا عامًا أوليًا في 25 مايو 2006، حيث بيعت 95.5 مليون سهم بسعر 39 دولارًا للسهم. يتم تداول السهم في بورصة نيويورك تحت الرمز MA، بقيمة سوقية قدرها 236.15 مليار دولار أمريكي اعتبارًا من أغسطس 2016.

### دعوى

#### دعوى مكافحة الاحتكار من قبل مشغلي أجهزة الصراف الآلي
تمت مقاضاة ماستركارد، إلى جانب فيزا، في دعوى جماعية من قبل مشغلي أجهزة الصراف الآلي الذين يزعمون أن قواعد شبكات بطاقات الائتمان تعمل على إصلاح رسوم الوصول إلى أجهزة الصراف الآلي بشكل فعال. تدعي الدعوى أن هذا قيد على التجارة في انتهاك للقانون الفيدرالي. تم رفع الدعوى من قبل المجلس الوطني للصراف الآلي ومشغلين مستقلين لأجهزة الصرف الآلي. وبشكل أكثر تحديدًا، يُزعم أن قواعد شبكة ماستر كارد و Visa تمنع مشغلي أجهزة الصراف الآلي من تقديم أسعار أقل للمعاملات عبر شبكات الخصم المباشر PIN غير التابعة لشركة Visa أو ماستر كارد. وتقول الدعوى إن تثبيت الأسعار هذا يرفع بشكل مصطنع السعر الذي يدفعه المستهلكون باستخدام أجهزة الصراف الآلي، ويحد من الإيرادات التي يكسبها مشغلو أجهزة الصراف الآلي، وينتهك حظر قانون شيرمان للقيود غير المعقولة على التجارة. قال جوناثان روبين، محامي المدعين، «إن فيزا وماستركارد هما زعيما ومنظمين ومنفذين لمؤامرة بين البنوك الأمريكية لتحديد سعر رسوم الوصول إلى أجهزة الصراف الآلي من أجل إبقاء المنافسة في وضع حرج».

#### تحديد سعر رسوم بطاقة الخصم المباشر
دفعت كل من ماستر كارد و Visa ما يقرب من 3 مليارات دولار كتعويضات ناجمة عن دعوى قضائية جماعية تم رفعها في يناير 1996. يستشهد التقاضي بالعديد من عمالقة التجزئة كمدعين، بما في ذلك Wal-Mart وSears و Roebuck & Co. وSafeway .

#### تسوية مكافحة الاحتكار مع وزارة العدل الأمريكية
في أكتوبر 2010، توصلت ماستر كارد و Visa إلى تسوية مع وزارة العدل الأمريكية في قضية أخرى لمكافحة الاحتكار. وافقت الشركات على السماح للتجار الذين يعرضون شعاراتهم برفض أنواع معينة من البطاقات (بسبب اختلاف رسوم التبادل)، أو تقديم خصومات للمستهلكين لاستخدام بطاقات أرخص.

#### رسوم تبادل بطاقات الدفع وخصم التاجر دعوى مكافحة الاحتكار
في 27 نوفمبر 2012، دخل قاضٍ فيدرالي في أمر يمنح الموافقة المبدئية لتسوية مقترحة لدعوى جماعية  رفعها في 2005 من قبل التجار والجمعيات التجارية ضد ماستركارد وفيزا. تم رفع الدعوى بسبب ممارسات تثبيت الأسعار المزعومة التي تستخدمها ماستر كارد و Visa. حوالي ربع المدعين من الفئة المحددة قرروا الانسحاب من التسوية. يعترض المعارضون على أحكام من شأنها أن تمنع الدعاوى القضائية المستقبلية وتمنع التجار من اختيار عدم المشاركة في أجزاء كبيرة من التسوية المقترحة.
يزعم المدعون أن رسوم التبادل الثابتة في Visa Inc. وماستر كارد، والمعروفة أيضًا باسم رسوم التمرير، والتي يتم تحصيلها من التجار مقابل امتياز قبول بطاقات الدفع. في شكواهم، زعم المدعون أيضًا أن المدعى عليهم يتدخلون بشكل غير عادل مع التجار في تشجيع العملاء على استخدام طرق دفع أقل تكلفة مثل البطاقات منخفضة التكلفة والنقد والشيكات.
تم التوصل إلى تسوية بقيمة 6.24 مليار دولار ومن المقرر أن توافق المحكمة على الاتفاقية أو ترفضها في 7 نوفمبر 2019.

### المالية
التنمية منذ 2005 
| عام  | إيرادات في ميل. دولار أمريكي-$ | الدخل التشغيلي في ميل. دولار أمريكي-$ | سعر السهم في الولايات المتحدة- $ | الموظفين |
| ---- | ------------------------------ | ------------------------------------- | -------------------------------- | -------- |
| 2005 | 2938                           | 393                                   |                                  |          |
| 2006 | 3,326                          | 229                                   |                                  |          |
| 2007 | 4068                           | 1,108                                 | 13.65                            |          |
| 2008 | 4992                           | –534                                  | 20.33                            |          |
| 2009 | 5,099                          | 2,260                                 | 17.99                            |          |
| 2010 | 5,539                          | 2752                                  | 22.01                            |          |
| 2011 | 6714                           | 2713                                  | 28.73                            |          |
| 2012 | 7391                           | 3937                                  | 41.58                            |          |
| 2013 | 8312                           | 4,503                                 | 59.34                            | 8200     |
| 2014 | 9441                           | 5106                                  | 75.33                            | 10300    |
| 2015 | 9667                           | 5,078                                 | 90.62                            | 11300    |
| 2016 | 10,776                         | 5761                                  | 94.50                            | 11900    |
| 2017 | 12497                          | 6,622                                 | 126.54                           | 13400    |
| 2018 | 14,950                         | 7282                                  | 186.16                           | 14800    |
| 2019 | 16883                          | 9664                                  | 300.74                           | 18600    |

اعتبارًا من عام 2018، احتلت ماستر كارد المرتبة 236 في قائمة Fortune 500 لأكبر الشركات الأمريكية من حيث الإيرادات.

### بيع بيانات البطاقة الائتمانية
في عام 2018، أفادت بلومبرج نيوز أن Google دفعت ملايين الدولارات لشركة ماستر كارد مقابل بيانات بطاقة الائتمان الخاصة بمستخدميها لأغراض إعلانية. ولم يتم الإعلان عن الصفقة.

## نقد

### قضايا مكافحة الاحتكار في الولايات المتحدة
واجه عدد قليل من الشركات المزيد من دعاوى مكافحة الاحتكار في الولايات المتحدة وخارجها.
انخرطت ماستركارد مع فيزا في استبعاد متوازي منهجي ضد أمريكان إكسبريس خلال الثمانينيات والتسعينيات. استخدمت ماستركارد البنود الحصرية في عقودها والقوائم السوداء لمنع البنوك من التعامل مع أمريكان إكسبريس. استخدمت وزارة العدل الأمريكية مثل هذه البنود الاستثناءية وغيرها من الأدلة المكتوبة في الإجراءات التنظيمية ضد ماستركارد وفيزا. قامت Discover بمقاضاة ماستر كارد بسبب مشكلات مماثلة.
في عام 1996، رفع حوالي 4 ملايين تاجر دعوى قضائية ضد ماستركارد في محكمة فيدرالية لإجبارهم على قبول بطاقات الخصم إذا أرادوا قبول بطاقات الائتمان وزيادة رسوم بطاقات الائتمان بشكل كبير. تمت تسوية هذه القضية بمليارات الدولارات في عام 2003. كانت هذه أكبر جائزة لمكافحة الاحتكار في التاريخ.
في عام 1998، رفعت وزارة العدل دعوى قضائية ضد شركة ماستر كارد بسبب القواعد التي تحظر على البنوك المصدرة لها التعامل مع American Express أو Discover. وفازت وزارة العدل في عام 2001 وصمد الحكم أمام الاستئناف. كما رفعت أمريكان إكسبريس دعوى قضائية.
في 23 أغسطس 2001، تمت مقاضاة شركة ماستر كارد International Inc. لانتهاكها قانون الممارسات التجارية الخادعة وغير العادلة في فلوريدا.
في 15 نوفمبر 2004، دفعت شركة ماستركارد تعويضات لشركة أمريكان إكسبريس بسبب الممارسات المانعة للمنافسة التي منعت أمريكان إكسبريس من إصدار البطاقات من خلال البنوك الأمريكية،  ودفعت 1.8 مليار دولار للتسوية.

### تحقيقات مكافحة الاحتكار في أوروبا
انتقد الاتحاد الأوروبي مرارًا وتكرارًا ماستركارد لممارساتها التجارية الاحتكارية. في أبريل 2009، توصلت ماستر كارد إلى تسوية مع الاتحاد الأوروبي في قضية مكافحة الاحتكار، ووعدت بتخفيض رسوم بطاقات الخصم إلى 0.2 بالمائة من المشتريات. في ديسمبر 2010، دعا مسؤول كبير من البنك المركزي الأوروبي إلى تفكيك احتكار Visa / ماستر كارد الثنائي من خلال إنشاء بطاقة خصم أوروبية جديدة لاستخدامها في منطقة المدفوعات الأوروبية الموحدة (SEPA).
نشرت ويكيليكس وثائق تظهر أن السلطات الأمريكية ضغطت على روسيا للدفاع عن مصالح فيزا وماستركارد. رداً على ذلك، أوقفت ماستركارد المدفوعات إلى ويكيليكس. أعرب أعضاء البرلمان الأوروبي عن قلقهم من أن المدفوعات من المواطنين الأوروبيين إلى شركة أوروبية يمكن أن يتم حظرها على ما يبدو من قبل الولايات المتحدة، ودعوا إلى مزيد من التخفيض في هيمنة Visa وماستر كارد في نظام الدفع الأوروبي.
في عام 2013، كانت ماستر كارد قيد التحقيق من قبل الاتحاد الأوروبي بسبب الرسوم المرتفعة التي يفرضها على التجار لقبول البطاقات الصادرة خارج الاتحاد الأوروبي، مقارنة بالبطاقات الصادرة في الاتحاد الأوروبي، فضلاً عن الممارسات الأخرى المناهضة للمنافسة التي يمكن أن تعيق التجارة الإلكترونية والتجارة الدولية، والرسوم المرتفعة المرتبطة ببطاقات الائتمان المميزة. قالت هيئة تنظيم المنافسة في الاتحاد الأوروبي إن هذه الرسوم كانت موضع قلق خاص بسبب الدور المتزايد للمدفوعات غير النقدية. تم حظر ماستركارد من فرض رسوم على المعاملات عبر الحدود التي تتم بالكامل داخل الاتحاد الأوروبي من خلال حكم صادر عن المفوضية الأوروبية في عام 2007. قالت المفوضية الأوروبية إن تحقيقاتها تضمنت أيضًا اختلافات كبيرة في الرسوم عبر الحدود الوطنية. على سبيل المثال، قد تكلف دفعة 50 يورو 0.10 يورو في هولندا ولكن ثمانية أضعاف هذا المبلغ في بولندا. تجادل المفوضية بأن قواعد ماستر كارد التي تحظر على التجار التمتع بشروط أفضل مقدمة في دول الاتحاد الأوروبي الأخرى قد تكون ضد قانون مكافحة الاحتكار.
أشادت منظمة المستهلك الأوروبية (BEUC) بالإجراء ضد ماستركارد. وقالت BEUC إن رسوم الإنتربنك ترفع الأسعار وتضر المستهلكين. وقالت مونيك جوينز، المديرة العامة لـ BEUC، «لذلك في النهاية، يتعرض جميع المستهلكين لمخطط يكافئ في النهاية شركة البطاقات والبنك المُصدر».
في يناير 2019، فرضت المفوضية الأوروبية غرامة ضد الاحتكار بقيمة 570,566,000 يورو على ماستر كارد بسبب «عرقلة وصول التجار إلى خدمات الدفع بالبطاقات عبر الحدود»، وذلك بسبب قواعد ماستر كارد التي تلزم البنوك المستحوذة على تطبيق رسوم التبادل في البلد الذي يوجد فيه بائع التجزئة. تقع. وخلصت اللجنة إلى أن قواعد ماستركارد منعت تجار التجزئة من الاستفادة من انخفاض الرسوم وتقييد المنافسة بين البنوك عبر الحدود، في انتهاك لقواعد مكافحة الاحتكار في الاتحاد الأوروبي. انتهى انتهاك قواعد مكافحة الاحتكار عندما قامت ماستركارد بتعديل قواعدها بسبب دخول لائحة رسوم التبادل حيز التنفيذ في عام 2015، والتي أدخلت سقوفًا لرسوم التبادل. منحت اللجنة ماستركارد تخفيضًا بنسبة 10٪ من الغرامة، مقابل اعتراف ماستركارد بالحقائق والتعاون مع تحقيق مكافحة الاحتكار.

### عقوبات روسيا
في 27 ديسمبر 2014، أوقفت Visa Inc. وماستر كارد خدمة بعض البنوك الروسية في شبه جزيرة القرم: Rossiya Bank و Sobinbank و SMP Bank و Investcapitalbank، بعد أن أصدرت الولايات المتحدة عقوبات ضد الحكومة الروسية بسبب التدخل العسكري الروسي 2014 في أوكرانيا وشبه جزيرة القرم. الضم.

### الإجراءات التنظيمية في أستراليا ونيوزيلندا
في عام 2003، طلب بنك الاحتياطي الأسترالي أن يتم تخفيض رسوم التبادل بشكل كبير، من حوالي 0.95٪ من الصفقة إلى حوالي 0.5٪.  إحدى النتائج الملحوظة هي تقليل استخدام بطاقات المكافآت وزيادة استخدام بطاقات الخصم. كما حظرت أستراليا أيضًا قاعدة «عدم وجود رسوم إضافية»، وهي سياسة وضعتها شبكات بطاقات الائتمان مثل Visa وماستر كارد لمنع التجار من فرض رسوم استخدام بطاقة الائتمان على حامل البطاقة. الرسوم الإضافية من شأنها أن تخفف أو حتى تتجاوز خصم التاجر الذي يدفعه التاجر، ولكنها ستجعل حامل البطاقة أكثر إحجامًا عن استخدام البطاقة كوسيلة للدفع. قامت أستراليا أيضًا بإجراء تغييرات على أسعار التبادل على بطاقات الخصم وفكرت في إلغاء رسوم التبادل تمامًا.
اعتبارًا من نوفمبر 2006، كانت نيوزيلندا تدرس إجراءات مماثلة، بعد دعوى قضائية من قبل لجنة التجارة تزعم تحديد الأسعار من قبل Visa وماستر كارد. في نيوزيلندا، يدفع التجار رسومًا بنسبة 1.8٪ على كل معاملة باستخدام بطاقة الائتمان.

### منع المدفوعات إلى ويكيليكس
في ديسمبر 2010، منعت ماستر كارد جميع المدفوعات إلى WikiLeaks بسبب مزاعم بانخراطهم في نشاط غير قانوني. رداً على ذلك، قامت مجموعة من النشطاء على الإنترنت يطلقون على أنفسهم اسم «مجهول» بتنظيم هجوم لمنع الخدمة. نتيجة لذلك، واجه موقع ماستر كارد فترة توقف في الفترة من 8 إلى 9 ديسمبر 2010. في 9 ديسمبر 2010، تعرضت خوادم ماستركارد لهجوم هائل  كجزء من عملية "أفنجي أسانج" لإغلاق مدفوعات منصة ويكيليكس للإبلاغ عن المخالفات. وفقًا للعديد من المواقع الإخبارية، تم اختراق أمان الآلاف من بطاقات الائتمان خلال هذا الهجوم بسبب موقع التصيد الذي أنشأه المهاجمون. ومع ذلك، نفت ماستركارد ذلك، مشيرة إلى أن «بيانات حساب حامل البطاقة لم تتعرض للخطر». وقال المتحدث باسم ويكيليكس: «نحن لا ندين ولا نشيد بهذه الهجمات». قالت مفوضة الأمم المتحدة السامية لحقوق الإنسان، نافي بيلاي، إن إغلاق خطوط الائتمان للتبرعات إلى ويكيليكس «يمكن تفسيره على أنه محاولة لفرض الرقابة على نشر المعلومات، وبالتالي من المحتمل أن ينتهك حق ويكيليكس في حرية التعبير».
قالت شركة DataCell، التي تمكّن ويكيليكس من قبول تبرعات بطاقات الائتمان والخصم، إنها ستتخذ إجراءات قانونية ضد Visa Europe وماستر كارد. قالت شركة DataCell لتكنولوجيا المعلومات ومقرها أيسلندا إنها ستتحرك على الفور لمحاولة إجبار الشركتين على استئناف السماح بالدفع إلى الموقع.  DataCell كان في وقت سابق  قالت إن تعليق المدفوعات تجاه ويكيليكس يعد انتهاكًا للاتفاقيات المبرمة مع عملائها. في 14 يوليو 2011، أعلنت شركة DataCell أنها تقدمت بشكوى إلى المفوضية الأوروبية تدعي أن إغلاق Visa وماستر كارد لوصول Datacell إلى شبكات بطاقات الدفع انتهك قواعد المنافسة الخاصة بالمجموعة الأوروبية.
في 12 يوليو 2012، قضت محكمة ريكيافيك بأن Valitor و Visa وشريك ماستر كارد في أيسلندا، يجب أن تبدأ في معالجة التبرعات في غضون أربعة عشر يومًا  أو دفع غرامات يومية تصل إلى 800000 كرونا آيسلندية (حوالي 6000 دولار) عن كل يوم بعد ذلك الوقت، لفتح بوابة الدفع. كان على Valitor أيضًا دفع تكاليف التقاضي الخاصة بـ DataCell البالغة 1500000 كرونا آيسلندية.

### العلامات التجارية للشركات لجميع بطاقات الهوية النيجيرية
في عام 2014، وفقًا لاتفاقية بين ماستر كارد والحكومة النيجيرية، والتي تعمل من خلال اللجنة الوطنية لإدارة الهوية، ستحمل بطاقات الهوية النيجيرية الجديدة شعار ماستر كارد، وتحتوي على بيانات قاعدة البيانات الشخصية ومضاعفة كبطاقات الدفع، مما يؤدي إلى ربط هذه المدفوعات بالأفراد بشكل لا رجعة فيه،  أثار انتقادات من قبل مؤتمر الحقوق المدنية زاعمًا أنها «تمثل ملكية مختومة لنيجيري من قبل شركة أمريكية ... تذكرنا بالشعار الملصق على جثث العبيد الأفارقة الذين تم نقلهم عبر المحيط الأطلسي.» 

## بطاقات الخصم مسبقة الدفع
ماستر كارد وبنك كوميريكا تعاونتا مع وزارة الخزانة الأمريكية في عام 2008 لإنشاء مباشرة عبر الخصم المباشر ماستركارد بطاقة الخصم المدفوعة مسبقا. تستخدم الحكومة الفيدرالية منتج Express Debit لإصدار مدفوعات إلكترونية للأشخاص الذين ليس لديهم حسابات بنكية، والذين غالبًا ما يشار إليهم مجتمعين باسم «غير المتعامل مع البنوك». Comerica Bank هو البنك المُصدر لبطاقة الخصم.
تمنح بطاقات Direct Express المستلمين عددًا من إجراءات حماية المستهلك.
في يونيو 2013، أعلنت ماستركارد عن شراكة مع الخطوط الجوية البريطانية لتقدم للأعضاء جواز سفر نقدي متعدد العملات للنادي التنفيذي، والذي سيسمح للأعضاء بكسب نقاط إضافية وإجراء مدفوعات متعددة العملات. تسمح بطاقة Passport للمستخدمين بتحميل ما يصل إلى عشر عملات (اليورو، والجنيه الاسترليني، والدولار الأمريكي، والليرة التركية، والفرنك السويسري، والدولار الأسترالي، والدولار الكندي، والدولار النيوزيلندي، والدرهم الإماراتي، والراند الجنوب أفريقي) بسعر مقفل. عند استخدامها، تحدد البطاقة العملة المحلية لضمان أفضل سعر صرف، وإذا لم يتم تحميل العملة المحلية بالفعل على البطاقة، يتم استخدام الأموال من العملات الأخرى.

## إعلان
شعار الحملة الإعلانية الحالية لماستركارد هو «لا تقدر بثمن». الشعار المرتبط بالحملة هو «هناك أشياء لا يمكن للمال شراؤها. لكل شيء آخر، هناك ماستركارد». تم تطبيق حملة Priceless في الإصدارات الأحدث على منتجات بطاقات الائتمان وبطاقات الخصم من ماستر كارد. يستخدمون أيضًا وصف Priceless للترويج لمنتجات مثل موقع «السفر الذي لا يقدر بثمن» الذي يعرض صفقات وعروض لحاملي بطاقات ماستر كارد،  و «المدن التي لا تقدر بثمن»، وعروض للأشخاص في مواقع محددة.
عرض أول هذه الإعلانات التي لا تقدر بثمن خلال بطولة العالم لعام 1997 وهناك العديد من الإعلانات التلفزيونية والإذاعية والمطبوعة المختلفة. سجلت ماستركارد Priceless كعلامة تجارية. كان الممثل بيلي كرودوب هو الصوت في السوق الأمريكية. وفي المملكة المتحدة، كان الممثل جاك دافنبورت هو الصوت. وتنبع الفكرة والمفهوم الأصليان للحملة من وكالة إعلانات ماكان إريكسون (كما سميت عام 1997).
الغرض من الحملة هو وضع ماستر كارد كشركة بطاقات ائتمان ودية تتمتع بروح الدعابة، بالإضافة إلى الاستجابة لقلق الجمهور من أن كل شيء يتم تحويله إلى سلعة وأن الناس أصبحوا ماديين للغاية.
عمل العديد من المحاكاة الساخرة باستخدام هذا النمط نفسه، لا سيما في Comedy Central، على الرغم من أن ماستر كارد هددت باتخاذ إجراء قانوني،  معتبرة أن ماستر كارد تعتبر مثل هذه المحاكاة الساخرة انتهاكًا لحقوقها بموجب قوانين العلامة التجارية الفيدرالية والولاية وقوانين المنافسة غير العادلة، بموجب قوانين مكافحة التخفيف الفيدرالية وقوانين الولايات، وبموجب قانون حقوق النشر. على الرغم من هذه الادعاءات، إلا أن رالف نادر، المدافع عن حقوق المستهلك والمرشح الرئاسي الأمريكي، انتصر (بعد معركة استمرت أربع سنوات) في الدعوى التي رفعتها ماستركارد ضده بعد أن أنتج إعلاناته التجارية السياسية «لا تقدر بثمن». انتقد نادر في الإعلانات الانتخابية تمويل الشركات لحملتي بوش وجور. باستخدام الموضوع وبعض اللغات التي تقف وراء حملة ماستركارد «لا تقدر بثمن»، حددت الانتخابات المبالغ بالدولار التي ساهمت بها مصالح الشركات لكلا المرشحين، ثم لخصت ذلك بعبارة «اكتشف الحقيقة ... لا تقدر بثمن». رفعت ماستركارد دعوى قضائية ضد لجنة حملة نادر وقدمت أمرًا تقييديًا مؤقتًا لوقف الإعلانات. لم يتم منح TRO ودافع نادر عن الإعلانات من خلال الادعاء بأنها محمية بموجب مبدأ الاستخدام العادل.

### التقاضي بشأن الحملة الإعلانية «لا تقدر بثمن»
في عام 1994، أنشأ Edgardo Apesteguía الأرجنتيني المولد حملة إعلانية في باراغواي لبطاقة ائتمان Bancard. كان شعارها «هناك أشياء لا يمكن للمال شراؤها، ولكن لكل شيء آخر، هناك بانكارد». رفعت دعاوى انتحال قضائية في باراغواي وتشيلي ضد ماستركارد ووكيل الدعاية الخاص بها ماكان، الذي سجل إعلانات الشعارات «التي لا تقدر بثمن» في الولايات المتحدة في عام 1999 ومثلها في باراغواي دعاة نافتا وبيدرمان في ذلك الوقت.

## سوق ماستركارد
من خلال شراكة مع شركة إنترنت متخصصة في التسوق الشخصي، قدمت ماستر كارد مركزًا للتسوق عبر الإنترنت في 16 أبريل 2010، قالت إنه يمكن أن تحدد بدقة كبيرة ما من المحتمل أن يشتريه حاملو بطاقاتها.

## خدمة الدفع ماستر كارد تراك بيزنس
في مايو 2020، أعلنت ماستركارد عن إطلاقها لخدمة ماستركارد تراك للدفع للأعمال. ستوفر الخدمة مدفوعات من شركة إلى أخرى (B2B) بين المشترين والموردين. وفقًا لجيمس أندرسون، نائب الرئيس التنفيذي لماستركارد للمنتجات التجارية العالمية، «تنشئ الخدمة دليلًا للموردين، مما يمكّن الموردين من نشر قواعد الدفع الخاصة بهم حتى يتمكنوا من التحكم بشكل أفضل في كيفية تلقي المدفوعات مع تسهيل الأمر على المشترين للعثور على الموردين وفهمهم المتطلبات.» 

## الرعاية الرياضية
ترعى ماستركارد الأحداث والفرق الرياضية الكبرى في جميع أنحاء العالم. وتشمل هذه الدول الرجبي نيوزيلندا، MLB، دوري أبطال أوروبا UEFA وArnold Palmer Invitational من بطولة PGA . في السابق، رعت أيضًا كأس العالم لكرة القدم لكنها سحبت عقدها بعد تسوية قضائية وحصلت منافستها فيزا على العقد في عام 2007. في عام 1997، كانت ماستر كارد الراعي الرئيسي لفريق ماستر كارد Lola Formula One،  الذي انسحب من موسم 1997 للفورمولا 1 بعد سباقه الأول بسبب مشاكل مالية.  كما أنها تشارك في المنتخب البرازيلي لكرة القدم  وكأس ليبرتادوريس.
كانت ماستر كارد أيضًا الراعي الرئيسي للعبة Alamo Bowl من 2002 حتى 2005.
أصبحت ماستر كارد في أواخر عام 2018 الراعي الرئيسي الأول للرياضات الإلكترونية في League of Legends . ترعى الشركة بطولة العالم League of Legends وMid-Season Invitational وحدث All-stars لـ League of Legends.

## شؤون الشركات

### مقر
يقع المقر الرئيسي لماستركارد في المقر الرئيسي العالمي لشركة ماستركارد الدولية في المشتريات، نيويورك.
يقع مركز العمليات العالمية في أوفالون، ميزوري، إحدى ضواحي سانت لويس.

### الإدارة ومجلس الإدارة
يشمل المدراء التنفيذيون الرئيسيون:
| - أجاي بانجا: الرئيس والمدير التنفيذي - والت ماكني: نائب الرئيس - روبرت ريج: الرئيس - التكنولوجيا والعمليات العالمية - رجا راجامانار: مدير التسويق - التسويق العالمي - جاري فلود: الرئيس - المنتجات والخدمات - نوح هانفت: المستشار العام، مدير الامتياز ورئيس الشركة - مايكل فراكارو: كبير مسؤولي الموارد البشرية | - كريس ماكويلتون: الرئيس - أسواق أمريكا الشمالية - آن كيرنز: رئيسة - الأسواق الدولية - خافيير بيريز: رئيس - أوروبا - كيفن ستانتون: رئيس قسم التحول - فيكي بيندرا: رئيسة - آسيا والمحيط الهادئ - بيتي ديفيتا: رئيسة - كندا - جيلبرتو كالدارت: رئيس - أمريكا اللاتينية والبحر الكاريبي - مايكل ميباخ: رئيس - الشرق الأوسط وأفريقيا |

قبل طرحها للاكتتاب العام في عام 2006، كانت ماستر كارد جمعية لها مجلس إدارة مكون من البنوك. يضم مجلس الإدارة الحالي الأفراد التالية أسماؤهم:
- Richard Haythornthwaite، رئيس مجلس إدارة ماستر كارد Incorporated، رئيس PSI UK Ltd
- سيلفيو بارزي، مستشار أول سابق ومسؤول تنفيذي، مجموعة UniCredit
- ديفيد آر كارلوتشي، الرئيس السابق والرئيس التنفيذي لشركة IMS Health Incorporated
- ستيفن جيه فرايبرج، مستشار أول، مجموعة بوسطن الاستشارية
- نانسي جيه كارش، المدير الفخري لشركة McKinsey & Company
- مارك أوليفي، الرئيس والمدير التنفيذي لشركة WC Bradley Co.
- ريما قريشي، نائب الرئيس الأول للمشاريع الاستراتيجية، إريكسون
- خوسيه أوكتافيو رييس لاجونز، نائب رئيس شركة Coca-Cola Export Corporation، شركة Coca-Cola
- مارك شوارتز، نائب رئيس مجلس إدارة مجموعة جولدمان ساكس، رئيس مجلس إدارة شركة جولدمان ساكس آسيا والمحيط الهادئ
- إدوارد سونينج تيان، رئيس مجلس إدارة China Broadband Capital Partners، إل بي
- جاكسون بي تاي، نائب الرئيس السابق والرئيس التنفيذي لمجموعة DBS Group و DBS Bank Ltd.

في يونيو 2013، أعلنت ماستركارد عن ترقية جيلبرتو كالدارت إلى رئيس أقسام أمريكا اللاتينية ومنطقة البحر الكاريبي. انضم كالدارت إلى ماستركارد من سيتي برازيل في عام 2008، حيث شغل منصب مدير الأعمال القطرية وأشرف على بنك التجزئة وتمويل المستهلك وأعمال البطاقات. وهو حاصل على درجة البكالوريوس في إدارة الأعمال والمحاسبة، وكذلك درجة الماجستير من جامعة ديوك.

### ثقافة الشركة
تم إدراج ماستر كارد كواحدة من أفضل الشركات للعمل في عام 2013 من قبل Forbes .
في عام 2016، أصبحت ماستر كارد UK واحدة من 144 شركة وقعت على ميثاق المرأة في التمويل التابع لوزارة الخزانة، وهو تعهد بتمثيل متوازن بين الجنسين في الشركة.

## التلامس

رمز البطاقة "اللاتلامسية"

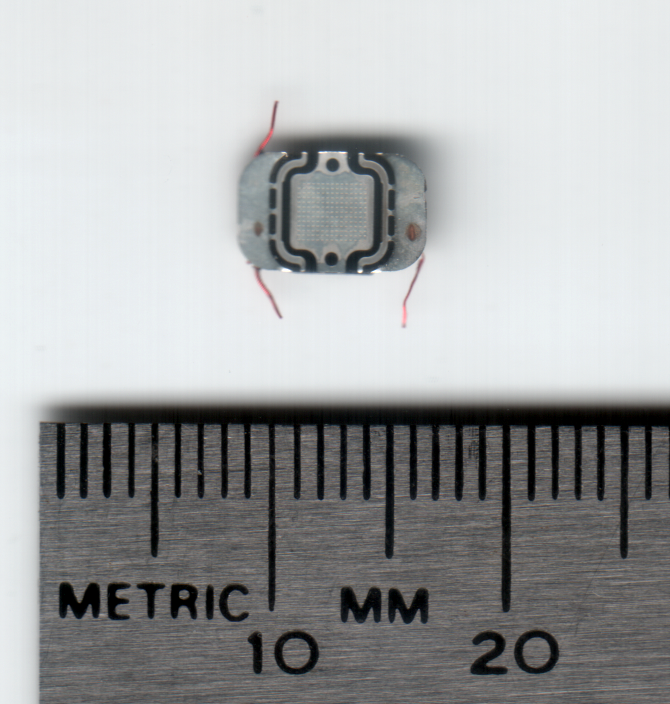
شريحة PayPass RFID من ماستركارد

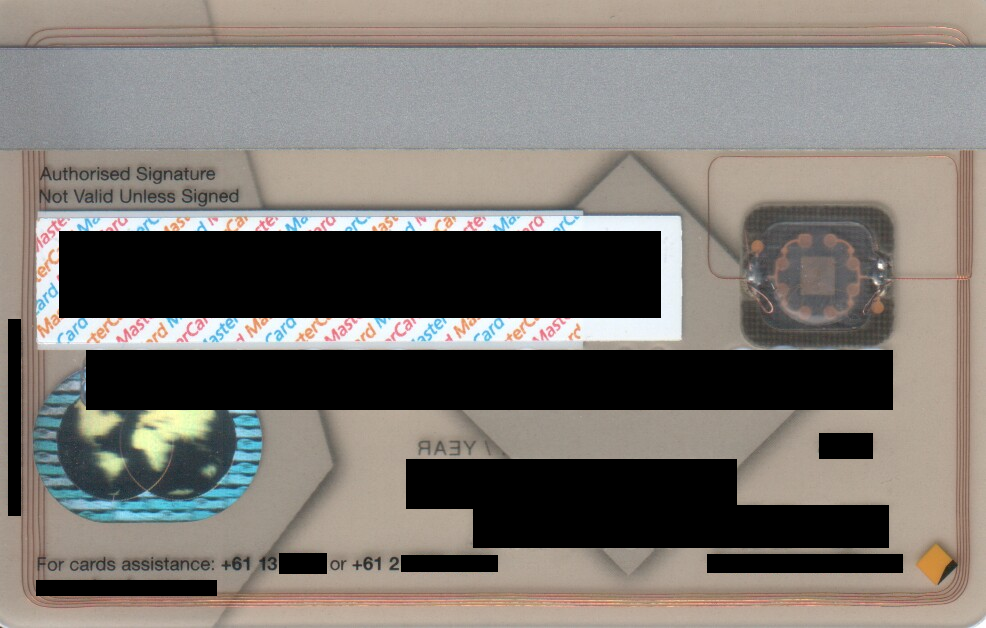
بطاقة ماستركارد صادرة عن بنك الكومنولث الأسترالي. يظهر شبه الشفافية هوائي PayPass، يتصل بشريحة RFID.

تعد ماستر كارد Contactless (المعروفة سابقًا باسم PayPass ) ميزة دفع بدون تلامس متوافقة مع معيار إي إم في شبيهة بـ American Express ' ExpressPay و Visa Contactless. الثلاثة يستخدمون نفس الرمز كما هو موضح على اليمين. يعتمد على معيار ISO / IEC 14443 الذي يوفر لحاملي البطاقات طريقة أبسط للدفع عن طريق النقر على بطاقة الدفع أو أي جهاز دفع آخر، مثل الهاتف أو مفتاح فوب، على قارئ طرفي لنقطة البيع بدلاً من التمرير أو إدخال بطاقة. يمكن استخدام ميزة Contactless حاليًا في المعاملات التي تصل إلى 45 جنيهًا إسترلينيًا أو 25 يورو أو 40 فرنكًا سويسريًا أو 50 دولارًا أمريكيًا أو 100 دولار كندي أو 200 كرونة سويدية أو 200 كرونة نرويجية أو 50 زلوتي بولندي أو 200 كرونة دانمركية أو 80 دولار نيوزيلندي أو 100 دولار أسترالي أو 1000 روبل أو 500 غريفنا أو 2000 روبية هندية.
في عام 2003، أنهت ماستركارد تجربة سوق PayPass لمدة تسعة أشهر في أورلاندو بولاية فلوريدا مع JPMorgan Chase وCitibank وMBNA . شارك أكثر من 16000 حامل بطاقة وأكثر من 60 موقعًا لمتاجر التجزئة في تجربة السوق. [بحاجة لتحديث] بالإضافة إلى ذلك، عملت ماستر كارد مع Nokia وNokia 6131،  AT&T Wireless، وJPMorgan Chase لدمج ماستر كارد PayPass في الهواتف المحمولة باستخدام تقنية الاتصال قريب المدى، في دالاس، تكساس. في عام 2011، أطلقت Google وماستر كارد Google Wallet، وهو تطبيق Android يسمح للجهاز المحمول بإرسال معلومات بطاقة الائتمان / الخصم مباشرة إلى محطة دفع مزودة بنظام Paypass، متجاوزًا الحاجة إلى بطاقة فعلية، حتى إنشاء Android Pay .
خلال أواخر عام 2015، توقفت Citicards في الولايات المتحدة عن إصدار البلاستيك الذي يدعم Paypass، لكن المفتاح كان لا يزال متاحًا عند الطلب. اعتبارًا من 16 يوليو 2016، توقف Citicards عن دعم Paypass تمامًا. بينما استمرت الأجهزة البلاستيكية والمفاتيح الموجودة في العمل حتى تاريخ انتهاء صلاحيتها، لم يتم إصدار أي جهاز جديد يدعم Paypass لعملاء الولايات المتحدة بعد ذلك التاريخ.

## عالم ما وراء النقدية
في عام 2017، عزز الرئيس التنفيذي أجاي بانجا هدف الشركة المتمثل في توسيع نطاق الخدمات المالية لمن هم خارج النظام الحالي من خلال توفير أنظمة الدفع الرقمية لمن لا يتعاملون مع البنوك في جميع أنحاء العالم. استثمرت الشركة 500 مليون دولار في الهند ولديها مكاتب في Pune وVadodara لمساعدة ماستر كارد في جلب المعاملات غير النقدية إلى ثاني أكبر عدد سكان في العالم. ومن المقرر أيضًا أن تستثمر الشركة 750 مليون دولار إضافي في التطبيقات والتكنولوجيا غير النقدية، والتي تركز بشكل خاص على الهند بين عامي 2017 و 2020.

## QkR
QkR هو تطبيق للدفع عبر الهاتف المحمول تم تطويره بواسطة ماستر كارد، بغرض طلب المنتجات والخدمات من خلال هاتف ذكي مع مدفوعات يتم تحصيلها من بطاقة الائتمان المرتبطة. يتم نشره للاستخدام في الأحداث واسعة النطاق، مثل الأحداث الرياضية أو الحفلات الموسيقية أو دور السينما. على عكس تطبيقات الدفع عبر الهاتف المحمول الأخرى من ماستر كارد مثل Pay Pass، فإن QkR لا تستخدم NFC من الهاتف، بل تستخدم اتصالاً بالإنترنت.
يمكن للمستخدمين فتح التطبيق ومسح رمز الاستجابة السريعة الموجود في الجزء الخلفي من المقعد أمامهم وطلب المرطبات التي يختارونها. يتم إرسال الطلب إلى موقف امتياز قريب، حيث يقوم العداء بتسليم العناصر إلى مقاعد المستفيدين. تم نشره بالفعل في دور السينما الأسترالية ويتم اختباره في استاد يانكي.
يتم تسويق QkR للبائعين كبديل لتطبيقات الدفع الأخرى عبر الهاتف المحمول وتطبيق الطلبات عبر الهاتف المحمول، سواء تم توزيعه بواسطة البائع (مثل تطبيق Starbucks أو تطبيق McDonald's أو تطبيق Chipotle للطلب عبر الهاتف المحمول) أو بواسطة طرف ثالث، مثل Square، برئاسة مؤسس Twitter Jack Dorsey .

## بنك نت
تقوم ماستركارد بتشغيل Banknet، وهي شبكة اتصالات عالمية تربط جميع مصدري بطاقات ماستركارد، والمستحوذين، ومراكز معالجة البيانات في شبكة مالية واحدة. يقع مركز العمليات في سانت لويس بولاية ميسوري. يستخدم Banknet بروتوكول ISO 8583 .
تختلف شبكة ماستر كارد اختلافًا كبيرًا عن شبكة Visa . Visa هو نظام قائم على النجوم حيث تنتهي جميع نقاط النهاية في أحد مراكز البيانات الرئيسية العديدة، حيث تتم معالجة جميع المعاملات مركزيًا. شبكة ماستر كارد عبارة عن شبكة تعتمد على الحافة، وهي شبكة نظير إلى نظير حيث تنتقل المعاملات عبر شبكة متداخلة مباشرة إلى نقاط نهاية أخرى، دون الحاجة إلى الانتقال إلى نقطة واحدة. يتيح ذلك لشبكة ماستر كارد أن تكون أكثر مرونة، حيث لا يمكن لفشل واحد عزل عدد كبير من نقاط النهاية.

## مساعدة COVID-19
اقتربت ماستر كارد من TrustStamp في عام 2018 ودعتها للانضمام إلى برنامج ماستر كارد Start Path. الهدف من هذه الشراكة هو دمج تقنية TrustStamp للتعرف على القياسات الحيوية والوجه في منصة ماستر كارد Well Pass. ستمكّن هذه الشراكة من التتبع البيومتري للتطعيمات، خاصة للأطفال. يعتمد البرنامج على TrustStamp Evergreen Hash، وهو رمز رقمي شخصي مرتبط ببصمة الإصبع أو راحة اليد أو الوجه. يقوم برنامج AI بإنشاء «قناع» ثلاثي الأبعاد ثم يتم إتلاف البيانات الأصلية. ثم يتكيف الرمز المميز كما يفعل الفرد، مما يخلق نظام تحديد مدى الحياة.
يتم الآن تنفيذ هذا النظام في غرب إفريقيا من خلال الشراكة مع GAVI ومؤسسة Bill and Melinda Gates و NuData. تم تكييف برنامج العافية من ماستر كارد استجابة لأزمة COVID-19  والآن تعمل ماستر كارد مع TrustStamp و GAVI لتقديم أنظمة متكاملة للتحقق من اللقاح والدفع إلى البلدان النامية في جميع أنحاء العالم.

## المنشورات
توفر ماستر كارد الكثير من المستندات للعامة:
- غرفة الأخبار مع ملخصات، صحافة، مدونة، فيديو.
- رؤى ودراسات حالة.
- القواعد التي تؤثر على المعالجات والتجار.
- مؤشر مراكز التجارة العالمية.
- مؤشر الأسواق الناشئة.

## وصلات خارجية
- الموقع الرسمي
- موقع الشركة الألكتروني
- موقع التاجر
- موقع الأعمال التجارية
- كيف تعمل ماستر كارد (موقع تفاعلي)
- موقع السفر ماستركارد برايسلس